# Oghul Ghaymish
Oghul Ghaimish (gestorven 1251), was de weduwe van Güyük, khagan van het Mongoolse Rijk. Zij was afkomstig uit de door Dzjengis Khan in 1209 al verslagen stam van de Merkieten. Na de dood van Güyük was zij regent en probeerde ze haar zoon Kaidu tot khagan te maken. Dit werd door de wrok van Batu Khan, die jaren eerder door intrige en de familie van Güyük, en Oghul, van de titel khagan was weerhouden, tegengehouden.
Haar regeerperiode kent weinig bijzonderheden, het was vooral een tijd van overgang van de macht van de stam van Ögedei naar de stam van Tolui. Een uitzondering hierop vormt de aankomst van de missie van André de Longjumeau, een missionaris van Lodewijk IX. Hij was in 1248 naar Mongolië gegaan met het idee dat hij daar een khagan zou aantreffen die geïnteresseerd was in het aannemen van het christelijk geloof. Dit was niet het geval, de khagan in kwestie was dood. Longjumeau droeg een hoop geschenken bij zich, onder meer een draagbare scharlaken schrijn, met gouden afgezet, gestikt met afbeeldingen van het leven van Christus. In de schrijn bevond zich een fragment van het ware kruis.
Oghul accepteerde de geschenken vol genoegen, ervan overtuigd dat, geheel volgens de traditie van het Mongoolse systeem van verovering, Lodewijk zich aan het Mongoolse Rijk had onderworpen. Ze gaf Longjumeau de opdracht naar Frankrijk terug te gaan en Lodewijk te zeggen elk jaar een schatting te betalen en zo mogelijk volgend jaar de schatting zelf te komen brengen, zodat hij zich in eigen persoon kon onderwerpen. Ondanks deze tegenslag bleef Lodewijk de Vrome proberen de Mongolen te bekeren.
Toen Batu Khan in 1251 een khuriltai bijeenriep om de opvolger van Güyük te kiezen, deed hij dit in zijn eigen gebieden, waar de yassak voorschreef dat dit slechts in Mongolië mocht gebeuren. Alle vooraanstaande prinsen, op die van de families van Ögedei en Chagatai na kwamen en kozen Möngke als khagan. Om de wet na te leven droeg Batu zijn broer Berke op een khuriltai te houden op Mongools grondgebied. De heersers van de families van Ögedei en Chagatai en hun aanhang stuurden moordenaars naar Möngke, wat echter doorzien werd. Hierna begon Möngke met zuiveringen, die ook de dood van Oghul tot gevolg hadden. Zij werd beschuldigd van deelname aan complotten, omdat ze de macht binnen de familie wilde houden.
Zij werd naakt het paleis in Karakorum binnengesleept, waarbij ze riep: "Hoe kunnen anderen een lichaam zien dat door niemand behalve de khagan zelf gezien is?" Ze werd veroordeeld en in een zak genaaid in de rivier geworpen, waar ze verdronk.